# 천경자
천경자(한국 한자: 千鏡子, 본명: 천옥자, 한국 한자: 千玉子, 1924년 11월 11일~2015년 8월 6일)는 대한민국의 동양화가, 수필가이자 대학 교수이다. 개명 전 이름은 천옥자(千玉子)이다.

## 생애

### 성장기
1924년 11월 11일 전라남도 고흥군에서 군서기였던 아버지 천성욱과 외할아버지 슬하 무남독녀였던 어머니 박운아의 1남 2녀 중 장녀로 태어났다.
출생 이전 천경자의 외할아버지는 대한제국 초기 시절, 외조부 자신의 딸이었던 어머니 박운아 여사의 어린 시절 박운아 여사한테 아예 남장을 시켜 서당에까지 보냈었는데 그 시절 사상이 그 정도로 깨어 있었던 외할아버지는 그 딸 박운아 여사가 낳은 큰 손녀를 금지옥엽으로 예뻐하며 옥자(玉子)라는 이름을 지어준다. 손녀는 밤마다 외할아버지의 무릎에 누워 '심청전' '흥부전' '춘향전' '삼국지' '수호전'을 듣다 잠이 들었고 천자문과 창까지 배우며 유복한 어린 시절을 보낸다. 보통학교 1학년 때 일본인 담임 선생이 그림에 소질을 발견해냈고 대청마루 흰 횟가루 벽에 그린 여인상이 외할머니 눈에 띄어 매를 맞기도 한다.
광주공립여자고등보통학교(현 전남여고) 시절 혼담이 오가자 시집가기가 싫어 다듬잇돌 위에 앉아 미친 시늉을 했다. 1940년 17세 때 여수항을 출발해 도쿄 유학길에 올랐다. 도쿄여자미술전문학교(현 여자미술대학)에 입학하던 이 무렵 본명이던 옥자(玉子)를 버리고 경자(鏡子)라는 이름을 스스로 지어 붙인다. 도쿄에서는 야수파나 입체파 등을 가르치던 서양화 고등과 보다는 곱고 섬세한 일본화 풍이 마음에 들어 일본화 고등과로 가서 모델을 보고 관찰해 섬세하게 사생하는 법을 집중적으로 교육받는다.
일본 유학 중이던 1942년 제22회 조선미술전람회에 외할아버지를 그린 '조부(祖父)'가 입선하고 1943년 제23회 조선미술전람회에 외할머니를 그린 수석 입상 작품 '노부(老婦)'가 입선하면서 재능을 인정받는다. '조부'는 고혈압으로 반신불수가 된 몸이지만 눈에 넣어도 아프지 않을 손녀의 모델이 되어준 외할아버지의 초상화를 그린 그림이다. 고흥에서 유복한 어린 시절을 보내고 일본 유학까지 다녀오면서 하이힐에 양장을 차려입었던 천경자의 청년기는 그녀가 평생 간직했던 자부심의 바탕이 됐다.

### 소속
- 홍익대학교 미술대학 교수
- 평화통일정책자문회의 자문위원(1981년)

### 결혼
2차 대전 관련 여파 등 도쿄 여자미술전문학교 중퇴 직후 유학을 마치고 귀국하던 길에 아직 표를 구하지 못해 안절부절못하던 자신을 도쿄역에서 우연히 만나 표를 건넨 명문대 중퇴생 출신의 이철식과 1944년 결혼을 하고 1945년 첫 딸 이혜선을 낳고 1946년 아들 이남훈을 낳는다. 그리고 1946년 8월 이후부터 전남여자고등학교에서 교사 생활을 했지만, 그 해 10월 중순 이철식이 젊어서 장결핵증에 걸려 요절하는 등 남편과의 결혼 생활은 길지 못했다. 그 당시 아직 두 살바기 딸 이혜선, 아직 첫돌도 아니 된 아들 이남훈 그 둘과 함께 광주를 등지고 잠시 목포에 머무르던 찰나에도 그 와중을 빌미로써 광주와 목포를 소소히 내왕하였는데 그러다 1948년 전라남도 목포 모 신문 전직 사회부 기자 출신이었던 두 번째 남편 김남중을 만난다. 1950년 전쟁 통에 여동생 천옥희마저 폐병으로 숨진 후 남편 없이 두 아이를 기르던 천경자 화백은 유머 넘치고 건장했던 그에게 푹 빠지고 만다.
"청춘에 메말라 버린 나는 목 타는 사막에서 감로수를 마신 듯한 기분이었다."
그러나 김남중 그는 이미 부인이 있는 사람이었고 주변에 항상 여성들을 거느리고 있었다. 또 떳떳하지 못한 관계에 대한 자괴감과 그의 변덕스러운 태도 때문에 천경자는 김남중 그가 前 부인과 이혼할 시절까지 그를 기다리면서도 결별을 결심하는 고통의 나날을 이어간다.
"비가 오나 눈이 오나 언제나 기다리는 편이 된 나는 끝없이 두 갈래로 평행선을 이루는 철길을 아득히 바라보다가 그가 다가오는 소리에 가슴 설레고 형용할 수 없는 안도의 숨을 내쉬었다"
천경자 화백은 자녀 2남 2녀를 낳았다. 첫 남편 이철식과의 사이에 1남 1녀를 두고, 김남중과 사이에 1남 1녀를 둔다. 이 가운데 맏딸이 뉴욕에서 어머니의 마지막을 지킨 이혜선이다. 2006년 갤러리현대 전시에서 처음 공개된 작품이었던 '모기장 안의 쫑쫑이'에 등장하는 모 서점 대표 김종우는 천경자의 막내이다. 아이들에게는 남미짱(이혜선), 후닷닷(장남 이남훈), 미도파(둘째딸 김정희), 쫑쫑이(막내 김종우)라는 애칭을 붙여주고 아이들을 모델로, 때로는 사랑했던 남자를 모델로 그림을 그렸다. 물론 천경자 화백 그림에 가장 많이 등장하는 여인의 모델은 그 자신이다.

### 작품 활동
여동생마저 6·25전쟁이 끝나자마자 폐병으로 세상을 떠나고 아픔을 견디지 못한 천 화백은 자신의 고통을 마비시킬 만큼 무섭도록 끔찍한 자극을 줄 수 있는 소재를 택해 화폭을 35마리의 뱀으로 가득 채운다. 1953년 피란지인 부산에서 연 개인전에 내놓은 그림 '생태(生態)'는 천경자 화백의 작업을 화단이 주목하게 되는 계기가 된다.
1965년 동경 이도 화랑(畫廊)에서 개인전을 열고, 홍익대학교 교수가 되었으며, 홍익대학교 동양화과 과장을 역임했다.
1972년 베트남전 당시 문공부에서 베트남전 전쟁 기록화를 그리기 위해 화가 열 사람을 파견한다는 기별을 받고 김기창, 박영선, 김원, 임직순 등 남자 화가들 틈에서 홍일점 종군화가가 된다. 맹호부대에 종군해 1주일간 종군하면서 M-16소총을 들고 꽃나무 그늘에 잠복하는 병사들, 연분홍 아오자이를 입고 자전거로 거리를 누비는 아가씨들을 많은 스케치와 담채 작품으로 남겼다.
천경자는 당시로는 드물게 해외 여행을 즐겼다. 40대 후반에서 70대 초반까지 타히티를 시작으로 유럽과 아프리카, 중남미 등 해외 스케치 기행을 12번이나 다니며 '천경자 풍물화'라는 개성적인 화풍을 개척했다. 우수에 젖은 이국적인 여인 그림은 타히티 여행 후부터 본격적으로 등장한다. 이후 노란 옷을 입고 꽃이 가득 달린 화려한 모자를 쓴 1973년작 '길례언니'를 시작으로 '내 슬픈 전설의 22페이지'(1977), '황금의 비'(1982) 등을 그렸다.
1955년에는 대한미술협회전 대통령상, 1979년에는 대한민국예술원상, 1983년에는 은관문화훈장을 수상했다.
그림 못지않게 문학적 재능도 뛰어났다. 수필집 '탱고가 흐르는 황혼' 등 10권 이상의 저서를 남겼다. 타고난 글재주로 1955년의 '여인소묘' 등 단행본 15건과 수필집 10권, 신문잡지 연재 12건 등으로 대중과도 호흡했다. 2006년에 새로 편집돼 나온 자서전 '내 슬픈 전설의 49페이지'는 쉰둘이던 1976년 잡지 '문학사상'에 연재하기 시작했던 글을 모아 1978년에 내놨던 것이 절판된 후 2006년 갤러리 현대 개인전과 때를 맞춰 새로 나온 것이다.

### 노년
천경자 화백의 노년에 가장 큰 고비는 1991년 '미인도' 위작 논란이었다. 당시 67세였던 천 화백은 "자기 그림도 몰라보는 화가"라는 수군거림 속에 절필을 선언하고 미국으로 떠난다. 천 화백은 4개월 후 다시 돌아와 그림에만 몰두하기 위해 카리브해, 자메이카, 멕시코로 스케치 여행을 떠난다. 생애 마지막 전시라고 생각하고 72세 때인 1995년 호암갤러리에서 15년 만에 가진 대규모 전시는 8만명이 모여 줄을 서서 볼 정도로 대성공을 거둔다.
1998년 11월 채색화와 스케치 등 자신의 작품 93점을 서울시립미술관에 기증하고 섬유공예를 하는 딸 이혜선을 찾아 뉴욕으로 떠났다가 2003년 7월 2일에는 뇌졸중로 쓰러지고 만다.
1999년 한국예술평론가협의회 선정 20세기를 빛낸 한국의 예술인으로 선정되기도 했다.
2007년부터 천경자의 고향인 전라남도 고흥군에는 천경자가 기증한 드로잉 55점, 판화 11점 등 총 66점의 작품이 전시되어 있고, 소장품과 아트상품 등이 갖추어져 있는 천경자전시관이 개관되었다.
한국표준시로 2015년 10월 22일 천경자 가족 측은 천경자가 2015년 8월 6일 새벽 5시에 타계했다고 전했다.

## 학력
- 고흥공립보통학교 (졸업)
- 전남여자고등학교 (졸업) 당시 이름인 광주여자고등보통학교( 한국인은 고보, 일본인은 고교)
- 여자미술대학 미술학과 (중퇴)

### 비학위 수료
- 프랑스 파리 아카데미 고에쓰 최고위미술교육자연구수련과정 수료

## 경력
- 1954년~1973년: 홍익대학교 미술대학 교수
- 1960년~1981년: 국전 심사위원, 운영위원, 부위원장
- 1963년: 국전심사위원(8회)
- 1976년~1979년: 국전운영위원
- 1978년~: 대한민국예술원 회원
- 1981년: 평화통일정책자문회의 자문위원
- 1970년~1973년: 홍익대학교 동양화과 과장

## 작품 활동
- 1955-1981 국전 추천, 초대작가 현대화랑 초대전 4회
- 1963 동경 서촌화랑에서 개인전
- 1965 동경 「이또」화랑에서 개인전
- 1967 말레시아 정부초청 초대전 출품
- 1969 제10회 상파울로 비엔날레 출품
- 1970 남태평양 풍물 시리이즈 스케치전 (신문회관화랑)
- 1973 천경자 화랑(현대화랑)
- 1974 아프리카 풍물 시리이즈 스케치전(현대화랑)
- 1977 한국현대동양화 유럽 巡廻展출전
- 1995 천경자 회고작품전 (호암갤러리)

### 작품 감정가
2005년부터 10년간 경매시장 낙찰 총액 상위 화가 20명을 대상으로 분석한 결과, 천경자 화백의 작품 평균 호당 가격은 현존하는 작가 중 최고가 평가를 받았다.
서울옥션과 K옥션에 따르면 천 화백 작품 중 최고가로 낙찰된 작품은 2009년 K옥션을 통해 거래된 '초원Ⅱ'(1978, 105.5×130cm)로 12억원에 팔려나갔다.
1962년작인 '원'(園)이 2007년 11억5천만원에 낙찰됐고, 2015년 7월에는 여인을 그린 천 화백의 다수의 작품 중 수작으로 평가받는 '막은 내리고'(1989)가 8억6천만원에 거래된 바 있다. 이밖에 1989년작인 '여인'이 8억원, 1982년작인 '모자를 쓴 여인'이 6억3천만원 등을 기록했다.

## 저서
- <여인 素描>
- <유성이 가는 곳>
- <언덕 위의 洋屋>
- <천경자 남태평양에 가다>
- <아프리카 기행화문집>
- <恨>
- <자서전 내 슬픔 전설의 49페이지>
- <자유로운 여자>
- <쫑쫑>
- <꽃과 색채와 바람>
- <사랑이 깊으면 외로움도 깊어라>
- <탱고가 흐르는 황혼>
- <천경자 화집>
- <꽃과 영혼의 화가 천경자> 랜덤하우스코리아 2006.03.02

## 수상
- 1955년 대한미술협회전 대통령상
- 1964년 문예상
- 1971년 서울특별시문화상
- 1975년 3·1문화상
- 1979년 대한민국예술원상
- 1983년 은관문화훈장
- 1999년 한국예술평론가협의회 선정 20세기를 빛낸 한국의 예술인

## 평판
세상 사람들의 눈으로 보면 여자로서는 팔자가 센 것으로 비친 천 화백은 자서전에서 자신의 삶과 예술 세계를 이렇게 풀이한다.
내 과거를 열심히 살게 해 준 원동력은 '꿈'과 '사랑'과 '모정' 세 가지 요소였다고 생각한다. 꿈은 그림이라는 예술과 함께 호흡해왔고, 꿈이 아닌 현실로서도 늘 내 마음속에 살아 있었다. 그리고 이것을 뒷받침해 준 것이 사랑과 모정이었다

배우 윤여정은 '가락 있는 멋쟁이 화가 천경자 선생님'이란 제목의 글에서 "1976년 뉴욕 맨해튼에서 전라도 사투리가 그렇게 어울리는 멋쟁이를 처음 봤고 그가 곧 대단한 이야기꾼이라는 것을 눈치 챌 수 있었다"고 적었다.
방송인 황인용은 방송을 통해 화백을 여러 번 인터뷰했다고 말했다. 남도 억양이 있는 민요 자락과도 같은 목소리, 이국적인 액세서리 등으로 천 화백을 기억했다.
시인 고은은 "천경자는 누구인가. 그는 그것밖에 어떤 것도 될 수 없는 천형(天形)의 예술가이다."라고 말했다.
시를 많이 쓰지는 않은 소설가 박경리는 오랜 지기인 천경자를 '고약한 예술가'로 부른 시 '천경자를 노래함'을 통해 천 화백의 성품과 기질을 소개했다.
| “ | 화가 천경자는/ 가까이 갈 수도 없고/ 멀리 갈 수도 없고/ 매일 만나다시피했던 명동 시절이나/ 이십년 넘게/ 만나지 못하는 지금이나/ 거리는 멀어지지도/가까와지지도 않았다// 대담한 의상걸친/ 그를 바라보고 있노라면/ 허기도 탐욕도 아닌 원색을 느낀다.// 어딘지 나른해 뵈지만/ 분명하지 않을 때는 없었고/그의 언어를 시적이라 한다면/ 속된 표현 아찔하게 감각적이다.// 마음만큼 행동하는 그는/들쑥날쑥/ 매끄러운 사람들 속에서/ 세월의 찬 바람은 더욱 매웠을 것이다.// 꿈은 화폭에 있고/ 시름은 담배에 있고/ 용기있는 자유주의자/ 정직한 생애/ 그러나/ 그는 좀 고약한 예술가다. | ” |

세간에서는 천 화백의 삶을 프리다 칼로에 비유하기도 한다. 고통받은 내용은 달랐지만 한과 고독으로 점철된 그의 슬픈 전설의 페이지에도 사랑에 대한 아픔, 삶의 비애가 끊이지 않았다.

### 인간 관계
천경자는 큰 키에 파격적인 색깔과 무늬의 옷, 위태로울 정도로 뾰족했던 하이힐, 머리를 둘러싸는 커다란 화관이나 얼굴을 감싸는 커다란 선글라스, 가늘게 그린 눈썹과 붉게 칠한 입술, 담배를 문 모습으로 주변을 압도했던 스타였다. 반달형의 눈과 광대뼈가 인상적인 그는 당대의 패션 리더이기도 했다. 언론과의 인터뷰를 마다하지 않았고 구수한 전라도 사투리가 담긴 입담을 자랑한 그는 같은 시대를 살던 문인ㆍ화가들과도 진한 우정을 나눴다. 김환기, 박고석, 최순우, 김흥수, 박노수, 손응성, 유영국, 김현승, 고은, 김지하, 서정주 등의 남성 예술인과 박경리, 한무숙, 손소희, 조경희, 박완서, 한말숙, 전숙희 등 한 특정 시대를 풍미한 여성 문인들과도 단짝이었다.
특히 시사만화가 김성환은 자신의 회고에서 "(천 화백 작품은) 선 하나하나가 모두 다 살아있는 선"이라며 "그림을 보면 정신이 번쩍 난다."고 표현했다.
가수 조영남은 "천경자 화백은 파란만장한 인생을 살았는데도 항상 소녀 같은 어른이었다."고 추억했다.
배우 김수미는 "한번 붓을 잡으면 '화장실 가는 시간도 아까워서 참는다'고 했다"며 천 화백의 그림에 대한 집념과 열정을 전했다.

## 논란

### 천경자 화백 미인도 위작 사건
천경자 <미인도>는 국립현대미술관 소장품으로 진위시비는 1991년에 있었다. 국립현대미술관이 '움직이는 미술관'을 운영하면서 원작을 복제해 판매하던 중 복제에 의구심을 가진 작가가 원작을 직접 보고 자신의 작품이 아니라고 주장하면서 시작되었다. 천경자의 위작 주장에 대해 국립현대미술관은 진위를 가리기 위해 X-ray, 적외선, 자외선 촬영등 과학적인 방법을 동원하였고, 한국화랑협회 미술품감정위원회는 1991년 4월 11일 진품이라고 판정하였다. 국립현대미술관은 "앞으로 위작임을 확증할 수 있는 증거가 밝혀지면 받아들이겠다"는 단서를 붙인 끝에 진품임을 주장하였다.
이 과정에서 천경자 화백은 상당한 정신적 피해를 받은 것으로 알려졌다. 그녀는 사건 직후 예술원 회원직을 사퇴하고 전시회 출품 등 작품공개 활동을 중지하겠다고 선언하고 미국으로 갔다. 이후 대규모 회고전을 가진 적은 있으나 신작은 보기가 어려워졌다.
<미인도>에 대한 논란은 1999년 고서화 위조범 권춘식이 자신이 미인도를 위조했다고 증언함으로써 논란이 재개되었다. 그러나 국립현대미술관은 작품입수 시점과 위조했다고 진술한 시점이 불일치하고, 위조자가 수묵화 위조 전문이어서 천경자 화백의 채색화를 위조했다고 보기 어렵다는 이유를 들어 기존 입장을 고수하였다. 검찰에서는 공소시효가 만료되어 더 이상 어렵다는 입장을 표명하였다.
2016년 11월 프랑스 '뤼미에르 테크놀로지' 감정단은 위작 논란에 휩싸인 '미인도'에 대해 사실상 천 화백의 작품이 아니라는 내용의 보고서를 검찰 측에 제출했다. 그러자 11월 4일 국립현대미술관은 '프랑스 감정단의 미인도 감정 결과 보도에 대한 입장' 자료를 내고 프랑스 감정단이 천경자의 '미인도'에 대해 위작 의견을 낸 것과 관련해 "화면 표층 분석만으로 성급히 결론을 내렸다"고 강하게 반박했다. 국립현대미술관은 "프랑스 감정단이 감정 개시 전 브리핑에선 캔버스 화면의 층위조사를 통해 보이지 않는 이미지와 붓질, 작업방식 등의 패턴을 종합적으로 규명한다고 했으나 조사 결과를 보면 당초 공언한 바와는 반대로 극히 일부 자료에 대한 통계적, 인상적 분석 결과만 내놨다"고 주장하며 프랑스 감정단의 결론을 강하게 부정했다.

### 사망시기 여부 관련 논란
1998년 미국으로 이주해 2002년부터 뉴욕에 거주하였으나 그 후 2009년 1월 현재는 천경자의 행적이 묘연하고 근황이 알려지지 않자 생존여부에 관해 미스테리라고 표현하는 언론의 보도가 있었다.
대한민국예술원은 아직도 천경자 화백의 근황이 확인되지 않는다며 2014년 2월을 기하여 수당 지급을 잠정 중단했다. 그러자 천경자 화백 가족은 "말도 안 되는 행태"라면서 이에 반발하여 예술원 탈퇴서를 제출했다.
첫째 딸 이혜선은 나머지 가족이 천경자 화백 생전에 수 년간 안부전화도 하지 않았다고 주장했다. 반면 천경자 화백의 둘째 딸과 둘째 사위는 첫째 딸이 어머니의 죽음을 숨겼다고 맞섰다.

## 가족 관계
- 부: 천성욱
- 모: 박운아
  - 동생: 천옥희
  - 남편(사별): 이철식
    - 장녀: 이혜선(1945년~)
    - 장남: 이남훈

  - 남편(재혼): 김남중
    - 차녀: 김정희
    - 차남: 김종우